# Château de Juyers
Le château Juyers est situé sur la commune de Champagne-Mouton, en Charente, à 1 km au sud-est du bourg.

## Historique
Les premiers seigneurs connus sont Guy Vilain qui rend aveu pour ses terres de Juyers en 1408, puis Pierre de Nouzières qui fut seigneur de Juyers en 1465. Il revient par mariage à Charles Chrestien au XVIe siècle puis vers 1649, Juyers passe à la famille de Goret, des magistrats protestants qui revinrent au catholicisme et conserveront le château jusqu'à la Révolution. 
Le logis, le pavillon et les dépendances ont été construits au XVIIe siècle, la deuxième moitié du logis et le deuxième pavillon n'ont jamais été construits.

## Architecture
Les deux tours arasées reliées par un mur situées près de l'Argent, ruisseau affluent de l'Argentor, datent probablement du XVe siècle et sont des vestiges d'un premier château, tout comme le pigeonnier qui a été détruit vers 1930.
Le château actuel a été construit par Charles de Goret. L'entrée se fait en passant l'enceinte défensive formée par les communs percés d'un porche, un passage couvert en anse de panier qui permet d'accéder à une porte charretière et à une porte piétonne, face à la porte d'entrée du logis. Celui-ci, dont seule la moitié a été construit, situé sur une cave voûtée en plein cintre, possède un étage et des combles sous un toit à deux pans. Le pavillon qui possède des échauguettes d'angle est coiffé d'un toit pyramidal percé de lucarnes.